# Dipartimento di Arauco
Arauco è un dipartimento argentino, situato nella parte nord-orientale della provincia di La Rioja, con capoluogo Aimogasta.
Esso confina a nord e ad est con la provincia di Catamarca, a sud con il dipartimento di Capital, e ad ovest con quelli di Castro Barros e San Blas de los Sauces.
Secondo il censimento del 2010, su un territorio di 1.992 km², la popolazione ammontava a 15.418 abitanti, con un aumento demografico del 12,4% rispetto al censimento del 2001.
Il dipartimento, come tutti i dipartimenti della provincia, è composto da un unico comune, con sede nella città di Aimogasta, e comprensivo di diversi altri centri urbani (localidades o entitades intermedias vecinales in spagnolo), tra cui:
- Arauco
- Bañado de los Pantanos
- Estación Mazán
- Machigasta
- Termas de Santa Teresita
- Udpinango
- Villa Mazán
- San Antonio